# Trans Europ Express

Logo van Trans Europ Express

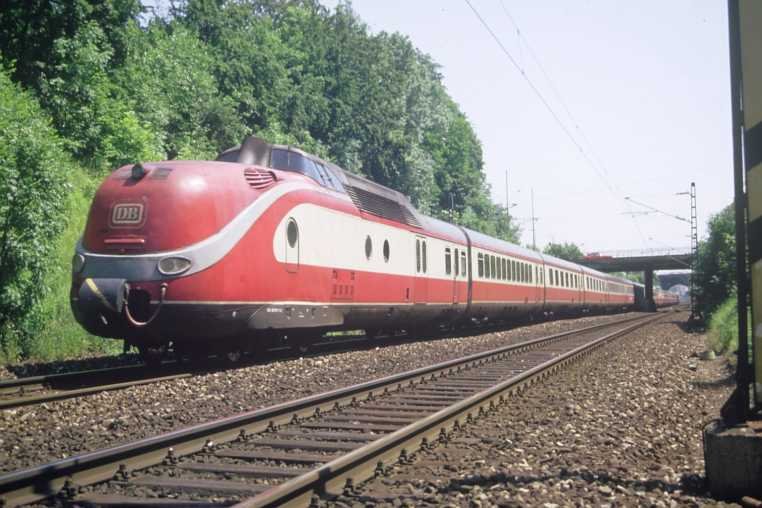
TEE-treinstel Baureihe 601 van de Deutsche Bundesbahn.

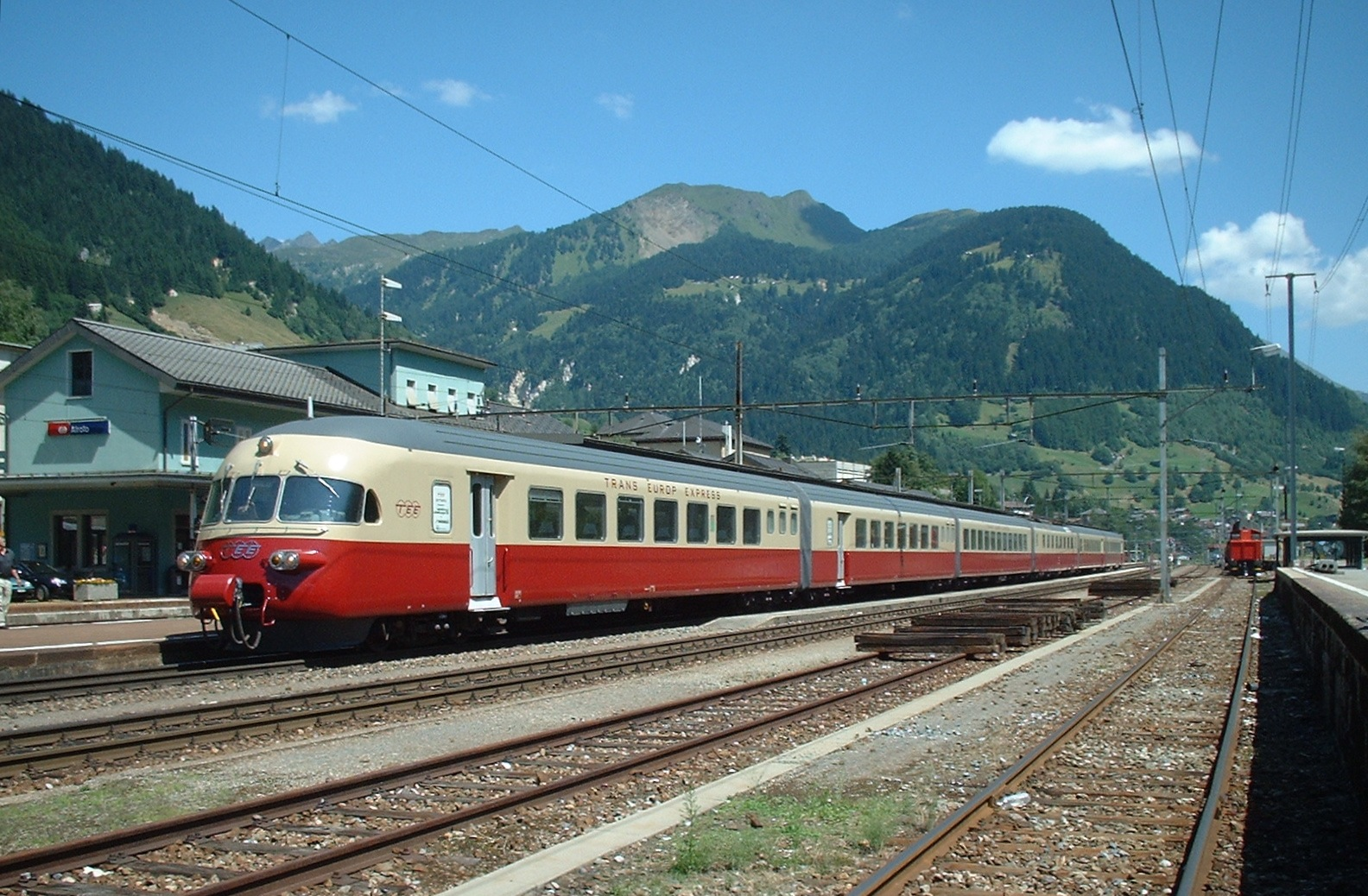
Zwitsers TEE-treinstel in Airolo

Trans Europ Express (TEE) is de benaming voor een voormalig netwerk van luxueuze binnenlandse en internationale sneltreinen in Europa. Met het concept werd in 1957 gestart, naar het idee van Frans den Hollander (toenmalig president-directeur van de Nederlandse Spoorwegen). Voor gebruik van de treinen was een speciale toeslag verschuldigd.

## Concept
De opzet was een netwerk van snelle, grensoverschrijdende dagtreinen te creëren, dat het hoofd zou moeten bieden aan de opkomende concurrentie van de luchtvaart. Snelheidswinst zou bereikt moeten worden door afhandeling van grenscontroles en douaneformaliteiten in de trein, alsmede door het gebruik van treinstellen, waardoor het kopmaken op kopstations minder tijd kostte en het wisselen van locomotieven aan grensstations niet nodig was. De TEE's hadden uitsluitend eerste-klasrijtuigen. Een aantal treinen had speciale faciliteiten zoals een secretariaat, een kapper en een winkeltje. Deze faciliteiten werden vrij snel afgeschaft.
Er werd gestreefd naar een uniforme kleurstelling in rood en lichtgeel. Er hebben ook rijtuigen gereden in een blauwe en lichtgele kleurstelling. Een aantal landen liet voor de TEE-diensten speciale treinstellen bouwen. Nederland en Zwitserland deden dit gezamenlijk. De kopvorm van deze treinstellen werd in 1954 ontworpen door Elsebeth van Blerkom.
In veel gevallen waren TEE's te beschouwen als voortzetting van bekende internationale treinen, en werd de naam van die trein overgenomen, zoals Edelweiss en Rheingold. De treinnummers waren vaak per land toegekend of in overleg tussen de betrokken landen gelijk getrokken. Op 23 mei 1971 werden de treinnummers Europees vastgesteld, waarbij de nummers onder de honderd werden toebedeeld aan de TEE-treinen. De TEE-treinen hadden daarna over de hele route hetzelfde unieke nummer.
Aanvankelijk werd dieselmaterieel gebruikt, vanwege de verschillende stroomsoorten die op de spoorwegnetten in Europa werden gebruikt en door het ontbreken van geëlektrificeerde internationale baanvakken (in september 1957 was Roosendaal-Antwerpen het eerste geëlektrificeerde grensbaanvak in Europa). Vanaf het begin van de jaren 60 werden op een aantal verbindingen RAe TEE II-meersysteem-treinstellen gebruikt van de Zwitserse federale spoorwegen. Vanaf de jaren 70 werd steeds meer getrokken materieel (rijtuigen plus locomotief) gebruikt, omdat de kleine series dieseltreinstellen duur in het gebruik waren en de locomotieven en rijtuigen voor andere treinen konden worden ingezet. Ook streefde men een snelheidsverhoging na die met dieseltreinstellen niet kon worden gerealiseerd (de maximumsnelheid van het dieselmaterieel lag op circa 140 km/h, terwijl uit concurrentie-oogpunt snelheden tot 200 km/h wenselijk werden geacht). De noodzaak tot wisseling van locomotief aan de grens verdween gedeeltelijk door de ontwikkeling van meersysteemlocomotieven.
De TEE zorgde voor een hogere algemene standaard van de lange-afstandstreinen in Europa. In veel landen (met name de DB in West-Duitsland) ging men over tot het opzetten van andere netten van lange-afstandstreinen waarvan de uitgangspunten waren afgekeken van de succesvolle TEE. Alleen waren die treinen wel van tweede-klasse-accommodatie voorzien wat leidde tot een leegloop van de TEE-treinen. Bovendien reden TEE's maar een of twee keer per dag in een relatie terwijl twee-uurlijks of zelfs uurlijks de standaard werd voor Intercitytreinen. In 1987 werd de TEE meestal vervangen door de EuroCity.

## Lijst van TEE-diensten
Deze treinen reden op de onderstaande verbindingen. De treinnummers en -route zijn weergegeven volgens de situatie ten tijde van de instelling van de dienst. Het indexnummer is de volgorde van instelling van de dienst. Wijzigingen en details staan in het betreffende artikel.
| Treinnummer                                        | Naam                       | Traject | Bedrijf     | Periode van bestaan     | Indexnr. |
| -------------------------------------------------- | -------------------------- | --- | ----------- | ----------------------- | -------- |
| TEE 92, 93                                         | Adriatico                  | Bari – Foggia-S. – Severo – Termoli – Vasto – Pescara – Giulianova-S. – Benedetto del Tronto – Civitanova – Ancona – Pesaro – Rimini – Forlì – Bologna – Milano Centrale | FS          | 03.06.1973 – 30.05.1987 | 40       |
| TEE 8, 9                                           | Albert Schweitzer          | Strasbourg – Kehl – Baden-Baden – Karlsruhe – Heidelberg – Darmstadt – Mainz – Koblenz – Bonn – Köln – Düsseldorf – Duisburg – Essen – Dortmund | DB          | 02.06.1980 – 27.05.1983 | 59       |
| TEE 78, 79                                         | Ambrosiano                 | Rome – Firenze (K) – Bologna – Milano | FS          | 26.05.1974 – 30.05.1987 | 46       |
| TEE 1, 2                                           | Aquitaine                  | Parijs Gare d'Austerlitz – Bordeaux | SNCF        | 23.05.1971 – 30.05.1984 | 33       |
| TEE ZP/41, 47/PZ                                   | Arbalète                   | Zürich HB – Bazel SBB – Mulhouse – Belfort – Chaumont – Troyes – Paris Gare de l'Est | SNCF        | 02.06.1957 - 26.05.1979 | 1        |
| TEE 88, 89                                         | Aurora                     | Reggio di Calabria – Reggio di Calabria Lido – Villa S. Giovanni – Gioia Tauro – Larnezia Terme – Paola – Maratea – Salerno Napoli PG – Napoli M – Rome | FS          | 26.05.1974 – 31.05.1975 | 45       |
| TEE 14, 15                                         | Bacchus                    | München Hbf – Augsburg Hbf – Ulm Hbf – Stuttgart Hbf (K) – Heidelberg Hbf – Darmstadt Hbf – Mainz Hbf – Koblenz Hbf – Bonn Hbf – Köln Hbf – Düsseldorf Hbf – Duisburg Hbf – Essen Hbf – Dortmund Hbf | DB          | 28.05.1979 – 30.05.1980 | 56       |
| TEE 56, 57                                         | Bavaria                    | München Hbf – Kempten – Lindau (K) – Bregenz – St. Margarethen – St. Gallen – Winterthur – Zürich HB | NS/SBB      | 28.09.1969 – 21.05.1977 | 28       |
| TEE 119, 128                                       | Brabant                    | Paris Gare du Nord – Brussel-Zuid | SNCF        | 26.05.1963 – 23.01.1995 | 18       |
| TEE 55, 56                                         | Blauer Enzian              | München Hbf – Augsburg Hbf – Würzburg Hbf – Fulda – Göttingen – Hannover Hbf – Hamburg Hbf – Hamburg-Dammtor – Hamburg-Altona | DB          | 30.05.1965 - 26.05.1979 | 19       |
| TEE 1029, 1030                                     | Le Capitole du matin       | Paris Gare d'Austerlitz – Limoges – Brive – Cahors – Montauban – Toulouse | SNCF        | 27.09.1970 - 30.09.1984 | 30       |
| TEE 1009, 1010                                     | Le Capitole du soir        | Paris Gare d'Austerlitz – Limoges – Brive – Cahors – Montauban – Toulouse | SNCF        | 27.09.1970 - 30.09.1984 | 31       |
| TEE 10076, 10077                                   | Le Capitole supplémentaire | Paris Gare d'Austerlitz – Limoges – Brive – Cahors – Montauban – Toulouse | SNCF        | 27.09.1970 - 30.05.1976 | 32       |
| TEE 83 / CG / 83, 84 / GC / 84                     | Catalan Talgo              | Barcelona – Gerona – Port Bou – Cerbère – Perpignan – Narbonne – Béziers – Sète – Montpellier – Nîmes – Avignon – Valence – Romans Bourg de Péage – Grenoble – Chambéry – Aix les Bains le Revard – Culoz (K) – Bellegarde – Genève-Cornavin | RENFE       | 01.06.1969 - 22.05.1982 | 26       |
| TEE 792/39/10, 9/50/ 793                           | Cisalpin                   | Milano C. – Domodossola – Brig – Lausanne – Dijon – Paris Gare de Lyon | SBB         | 01.07.1961 - 21.01.1984 | 15       |
| TEE 76, 77                                         | Colosseum                  | Rome – Firenze (K) – Bologna – Milano | FS          | 03.06.1984 – 30.05.1987 | 62       |
| TEE 35/34, 37/36                                   | Cycnus                     | Ventimiglia – Bordighera – San Remo – Imperia Oneglia – Alassio – Albenga – Savona – Genova (K) – Milano (Ventimiglia-Genova als TEE 35/36, Genova-Milano als TEE 34/37) | FS          | 30.09.1973 – 27.05.1978 | 43       |
| TEE 25, 26                                         | Diamant                    | Dortmund – Bochum – Duisburg – Essen – Düsseldorf – Köln – Aken – Herbesthal – Verviers – Luik – Brussel Noord (K) – Antwerpen | DB          | 30.05.1965 – 27.05.1981 | 20       |
| TEE ZA/30, 31/AZ                                   | Edelweiss                  | Zürich HB – Bazel SBB – Bazel SNCF – Mulhouse – Straatsburg – Metz – Thionville – Luxembourg (K) – Arlon – Namur – Brussel Noord (K) – Antwerpen-Oost – Roosendaal – Rotterdam – Den Haag HS – Amsterdam | NS/SBB      | 02.06.1957 – 30.05.1981 | 4        |
| TEE 24, 25                                         | Erasmus                    | München Hbf – Würzburg Hbf – Frankfurt am Main (K) – Mainz Hbf – Koblenz – Bonn – Köln Hbf – Düsseldorf Hbf – Duisburg – Emmerich – Arnhem – Utrecht – Den Haag HS | DB          | 03.06.1973 - 31.05.1980 | 41       |
| TEE 4, 5                                           | L'Étendard                 | Bordeaux – Angoulême – Poitiers – St. Pierre des Corps – Paris Gare d'Austerlitz | SNCF        | 26.08.1971 – 30.05.1984 | 37       |
| TEE 125, 128                                       | Étoile du Nord             | Parijs Gare du Nord – Bruxelles Midi / Brussel Zuid – Brussel Noord – Antwerpen-Oost – Roosendaal – Rotterdam CS – Den Haag HS – Amsterdam CS | NS/SBB/SNCF | 02.06.1957 – 02.06.1984 | 5        |
| TEE 34, 35                                         | Faidherbe                  | Tourcoing – Roubaix – Lille (K) – Douai – Arras – Paris Gare du Nord | SNCF        | 02.10.1978 – 31.05.1991 | 54       |
| TEE 16, 17                                         | Friedrich Schiller         | Stuttgart Hbf – Heidelberg Hbf – Darmstadt Hbf – Mainz Hbf – Koblenz Hbf – Bonn – Köln Hbf – Düsseldorf Hbf – Duisburg Hbf – Essen Hbf – Dortmund Hbf | DB          | 27.05.1979 – 19.05.1982 | 57       |
| TEE 14, 15                                         | Gambrinus                  | München Hbf – (TEE 15 extra stop: München-Pasing) – Augsburg Hbf – Ulm Hbf – Stuttgart Hbf (K) – Heidelberg Hbf – Mannheim Hbf – Mainz Hbf – Koblenz Hbf – Bonn – Köln Hbf – Düsseldorf Hbf – Duisburg Hbf – Essen Hbf – Dortmund Hbf – Münster Hbf – Osnabrück Hbf – Bremen Hbf – Hamburg Hbf – Hamburg Dammtor – Hamburg Altona - (Westerland) | DB          | 29.05.1978 - 27.05.1983 | 52       |
| TEE 36, 37                                         | Gayant                     | Tourcoing – Roubaix – Lille (K) – Douai – Arras – Longueau – Paris Gare du Nord | SNCF        | 01.10.1978 – 30.05.1986 | 53       |
| TEE 50, 51                                         | Goethe                     | Frankfurt – Mannheim – Kaiserslautern – Saarbrücken – Forbach – Metz (K) – Paris Gare de l'Est | SNCF/DB     | 31.05.1970 – 27.05.1983 | 29       |
| TEE ZM 2/695, 696/MZ 3                             | Gottardo                   | Zürich HB (K) – Lugano – Como – Milano Centrale | SBB         | 01.07.1961 – 24.09.1988 | 16       |
| TEE 28, 29                                         | Heinrich Heine             | Frankfurt – Mainz – Koblenz – Bonn – Köln – Düsseldorf – Duisburg – Essen – Bochum – Dortmund | DB          | 27.05.1979 – 27.05.1983 | 58       |
| TEE ZH/77, 78/HZ                                   | Helvetia                   | Zürich HB – Bazel SBB (K) – Bazel Badbf – Freiburg Hbf – Baden-Oos – Karlsruhe Hbf – Mannheim Hbf (K) – Frankfurt am Main Hbf (K) – Hannover Hbf – Hamburg Hbf – Hamburg Dammtor – Hamburg Altona | DB          | 02.06.1957 – 26.05.1979 | 7        |
| TEE 103, 148                                       | Île de France              | Paris Gare du Nord – Bruxelles Midi/Brussel Zuid – Brussel Noord – Antwerpen-Oost – Roosendaal – Rotterdam – Den Haag HS – Amsterdam CS | SNCF        | 02.06.1957 – 26.05.1995 | 2        |
| TEE 91, 92                                         | Iris                       | Zürich HB – Bazel SBB – Bazel SNCF – Mulhouse – Colmar – Straatsburg – Metz – Thionville – Luxembourg (K) – Aarlen – Namen – Brussel Quartier Leopold – Brussel Noord – Bruxelles Midi/Brussel Zuid | SBB         | 26.05.1974 – 30.05.1981 | 49       |
| TEE 30, 31                                         | Jules Verne                | Nantes – Angers St. Laud – Paris Gare Montparnasse | SNCF        | 28.09.1980 – 22.09.1989 | 60       |
| TEE 60, 61                                         | Kleber                     | Straatsburg – Nancy – Paris Gare de l'Est | SNCF        | 23.05.1971 – 27.05.1989 | 35       |
| TEE 8/GM, MG/7                                     | Lemano                     | Genève-Cornavin – Lausanne – Brig – (Simplon route) – Domodossola – Milaan Centrale | FS          | 01.06.1958 - 22.05.1982 | 14       |
| TEE 593/594/156, 151/595/596                       | Ligure                     | Milano Centrale – Genova P.P. (K) – Savona – Imperia Porto – San Remo – Ventimiglia – Monaco – Nice – Antibes – Cannes – St. Raphaël – Toulon – Marseille Saint-Charles | FS          | 12.09.1957 – 22.05.1982 | 11       |
| TEE 61 t/m TEE 68                                  | Lufthansa Airport Express  | Frankfurt am Main – Düsseldorf Flughafen | DB          | 27.03.1982 – 22.05.1993 | 61       |
| TEE 5, 6                                           | Le Lyonnais                | Paris Gare de Lyon – Dijon – Lyon Perrache | SNCF        | 09.02.1969 - 25.09.1976 | 25       |
| TEE 393 / 394 / TS 76 / 76, 75 / TS 75 / 395 / 396 | Mediolanum                 | Milano – Verona (K) – Trento – Bolzano – Brennero – Innsbruck – Kufstein – München | FS          | 15.10.1957 – 02.06.1984 | 13       |
| TEE 86, 79                                         | Memling                    | Bruxelles Midi/Brussel-Zuid – Paris Gare du Nord (non stop) | SNCF        | 29.09.1974 – 01.06.1984 | 50       |
| TEE 1034/34, 35/1035                               | Merkur                     | København H – Rødby F st – (F) – Puttgarden – Lübeck – Hamburg Hbf (K) – Bremen – Osnabrück – Münster – Dortmund – Essen – Duisburg – Düsseldorf – Köln – Bonn – Koblenz – Mainz – Mannheim – Heidelberg – Stuttgart | DB          | 26.05.1974 - 27.05.1978 | 48       |
| TEE 1, 2                                           | Mistral                    | Paris Gare de Lyon – Dijon – Lyon – Valence – Avignon – Marseille (K) – Toulon – St. Raphaël – Cannes – Antibes – Nice-Ville | SNCF        | 30.05.1965 – 26.09.1981 | 21       |
| TEE 462/632, 631/467                               | Mont Cenis                 | Milano Centrale – Torino PN (K) – Ulzio – Bardonecchia – Modane – St. Jean de Maurienne – Montmélian – Chambéry – Lyon-Perrache | SNCF/FS     | 02.06.1957 – 30.09.1972 | 3        |
| TEE 40, 41                                         | Molière                    | Düsseldorf – Köln – Aachen – Verviers – Liège G. (K) – Namur – Charleroi – Maubeuge – Paris Gare du Nord | DB          | 03.06.1973 – 25.05.1979 | 44       |
| TEE 108, 145                                       | Oiseau Bleu                | Bruxelles Midi/Brussel-Zuid – Paris Gare du Nord | SNCF        | 02.06.1957 – 02.06.1984 | 6        |
| TEE 168, 185                                       | Paris-Ruhr                 | Dortmund Hbf – Bochum Hbf – Essen Hbf – Duisburg-Nord – Düsseldorf Hbf – Köln Hbf – Aachen – Verviers – Liège G. (K) – Namur – Charleroi-Sud – Maubeuge – Paris Gare du Nord | DB/SNCF     | 02.06.1957 – 02.06.1973 | 8        |
| TEE 155, 190                                       | Parsifal                   | Paris Gare du Nord – Maubeuge – Charleroi Sud – Namen – Liège G. (K) – Verviers – Herbesthal – Aachen – Köln Hbf – Essen Hbf – Dortmund Hbf | DB/SNCF     | 03.10.1957 – 26.05.1979 | 12       |
| TEE 86 , 87                                        | Prinz Eugen                | Wien Westbahnhof – Wels – Linz – Passau – Regensburg – Nürnberg Hbf – Würzburg Hbf – Bebra Hbf – Göttingen – Hannover Hbf – Bremen Hbf | DB          | 25.09.1971 – 27.05.1978 | 38       |
| TEE 11, 12                                         | Rembrandt                  | München Hbf – Augsburg Hbf – Ulm – Stuttgart Hbf (K) – Heidelberg Hbf – Mannheim Hbf – Mainz Hbf – Koblenz – Bonn – Köln Hbf – Düsseldorf Hbf – Duisburg Hbf – Emmerich – Arnhem – Utrecht – Amsterdam CS | DB          | 28.05.1967 – 28.05.1983 | 24       |
| TEE 9, 10                                          | Rheingold                  | Genève-Cornavin – Lausanne – Bern – Bazel SBB (K) – Bazel Badbf – Freiburg – Karlsruhe Hbf – Mannheim Hbf – Mainz Hbf – Koblenz Hbf – Bonn – Köln Hbf – Düsseldorf Hbf – Duisburg – Emmerich – Arnhem – Utrecht – Amsterdam | DB          | 30.05.1965 – 30.05.1987 | 22       |
| TEE 31, 32                                         | Rhein-Main                 | Frankfurt am Main Hbf – Mainz Hbf – Koblenz Hbf – Bonn – Köln Hbf – Düsseldorf Hbf – Duisburg – Oberhausen – Emmerich – Arnhem – Utrecht – Amsterdam Centraal | DB          | 02.06.1957 – 27.05.1972 | 9        |
| TEE 21, 22                                         | Rheinpfeil                 | München – Nürnberg Hbf (K) – Würzburg Hbf – Frankfurt am Main Hbf (K) – Mainz Hbf – Koblenz – Bonn – Köln Hbf – Düsseldorf Hbf – Duisburg Hbf – Essen Hbf – Bochum – Dortmund Hbf | DB          | 30.05.1965 – 25.09.1971 | 23       |
| TEE 78, 79                                         | Roland                     | Bremen Hbf – Hannover Hbf – Göttingen – Frankfurt am Main Hbf (K) – Heidelberg – Karlsruhe Hbf – Baden-Oos – Freiburg – Bazel Badbf – Bazel SBB (K) – Luzern (K) – Bellinzona – Lugano – Chiasso – Como – Milano Centrale | DB          | 01.06.1969 – 29.05.1980 | 27       |
| TEE 87, 78                                         | Rubens                     | Parijs Gare du Nord – Brussel-Zuid | SNCF        | 29.09.1974 – 22.01.1995 | 51       |
| TEE 16, 17                                         | Rhodanien                  | Marseille – Avignon – Valence – Lyon – Paris Gare de Lyon | SNCF        | 23.05.1971 – 29.09.1978 | 34       |
| TEE 74, 75                                         | Saphir                     | Dortmund Hbf – Bochum – Essen Hbf – Duisburg Hbf – Düsseldorf Hbf – Köln Hbf – Aachen – Herbesthal – Verviers – Luik – Brussel Noord – Bruxelles Midi / Brussel Zuid – Gent-St. Pieters – Brugge – Oostende | DB          | 02.06.1957 – 26.05.1979 | 10       |
| TEE 68, 69                                         | Settebello                 | Rome – Firenze (K) – Bologna – Milano | FS          | 26.05.1974 – 02.06.1984 | 47       |
| TEE 62, 63                                         | Stanislas                  | Straatsburg – Nancy – Paris Gare de l'Est | SNCF        | 24.05.1971 – 25.09.1982 | 36       |
| TEE 694 / MZ 1, ZM 4 / 697                         | Ticino                     | Milano C. – Como – Lugano – Zürich HB | SBB         | 01.07.1961 – 25.05.1974 | 17       |
| TEE 22, 23                                         | Van Beethoven              | Frankfurt am Main Hbf – Mainz Hbf – Koblenz Hbf – Bonn – Köln Hbf – Düsseldorf Hbf – Duisburg – Oberhausen – Emmerich – Arnhem – Utrecht – Amsterdam Centraal | DB          | 28.05.1972 – 26.05.1979 | 39       |
| TEE 94, 95                                         | Vesuvio                    | Napoli – Roma (K) – Firenze (K) – Bologna – Milano Centrale | FS          | 30.09.1973 – 30.05.1987 | 42       |
| TEE 38, 39                                         | Watteau                    | Parijs Gare du Nord - Arras - Douai - Lille - Roubaix - Tourcoing | SNCF/NMBS   | 01.10.1978 – 26.05.1995 | 55       |

- (F) Veerbootverbinding.
- (K) Trein maakt kop op dit station.

## TEE-statistieken
- De eerste TEE: TEE Arbalète, 2 juni 1957, vertrek 7:00 uur uit Zürich.
- De laatste TEE: TEE Watteau, 26 mei 1995, aankomst 17:41 uur in Paris-Nord.
- Het kortste traject: TEE Ticino, 293 km
- Het langste traject: TEE Merkur, 1205 km
- Het kortste bestaan: TEE Bacchus, 254 dagen
- Het langste bestaan: TEE Gottardo, 27 jaar
- De snelste: TEE Aquitaine, 145 km/u gemiddeld
- De langzaamste: TEE Ticino, 73 km/u gemiddeld
- De internationaalste: TEE Edelweiss, 5 landen
- De eerste met 200 km/h: TEE Blauer Enzian, 1 juni 1969
- De enige met variable spoorwijdte: TEE Catalan-Talgo
- De enige per spoorpont: TEE Merkur, Rødby Færge - Puttgarden

## Groei en krimp van het netwerk
Onderstaande kaarten geven een beeld van de groei en de krimp van het netwerk in de periode 1957 -1987:

1957
1961
1965
1971
1974
1979
1984
1987

## Trivia
De Duitse band Kraftwerk wijdde in 1977 een heel album aan de Trans Europ Express, zie Trans-Europe Express.
Van de dieseltreinstellen type VT 11.5, ook wel Baureihe 601 genoemd, is een exemplaar door de ESG (Eisenbahn und Sonderwagen Betriebsgesellschaft mbH -
Blue Star Train) in gebruik als restaurant.